# Список умерших в 1903 году
В этой статье представлен список известных людей, умерших в 1903 году.
- См. также: Категория:Умершие в 1903 году

## Январь
- 7 января — Пётр Суходольский — русский художник, живописец, рисовальщик, работал в технике сепии.
- 15 января — Александр Розенблюм — российский психиатр, разработавший инфекционно-лихорадочные способы терапии психозов.
- 24 января — Николай Дадиани (56) — Николай I, последний владетельный князь Мегрелии (1853—1866), затем — светлейший князь Мингрельский.

## Февраль
- 1 февраля — Джордж Стокс (83) — английский математик и физик.
- 1 февраля — Никола Терещенко (83) — российский предприниматель и благотворитель.
- 2 февраля — Виктор Будде (66) — генерал от инфантерии.
- 11 февраля — Иван Терещенко — российский коллекционер, меценат, владелец сахарорафинадных заводов, крупный землевладелец.
- 18 февраля — Арсений (Иващенко) — христианский писатель, агиограф, историк, византинист, епископ Русской православной Церкви, епископ Кирилловский, викарий Новгородской епархии.
- 20 февраля — Михаил Воронин(64) — русский ботаник, альголог и миколог; основоположник отечественной микологии и фитопатологии.
- 24 февраля — Виктор Голубев — русский инженер, промышленник, благотворитель, коллекционер.
- 28 февраля — Альфред Клюнис-Росс — шотландский регбист.

## Март
- 10 марта — Софи Жанжамбр — английская художница.
- 28 марта — Жан Морис Эмиль Бодо (57) — французский инженер и изобретатель в области телеграфии.
- 29 марта — Пишта Данко (44) — популярный цыганский скрипач и композитор из Австро-Венгрии.
- 30 марта — Евгений Марков (67) — русский писатель-путешественник, литературный критик, этнограф, выдающийся крымовед.

## Май
- 5 мая — Захарий Абрагамович (25) — караимский поэт.
- 20 мая — Константин Станюкович (60) — русский писатель.
- 28 мая — Арефа Верхотурский (37 или 38) — архимандрит Верхотурского Николаевского монастыря, святой Русской церкви.
- 29 мая — Николай Бугаев (65) — российский математик и философ.
- 29 мая — Алексей Шуляченко — русский химик, «отец русского цемента», Генерал-майор, военный инженер и заслуженный профессор.

## Июнь
- 2 июня — Иван Гушалевич — галицко-русский поэт, писатель и драматург, политический деятель, журналист и издатель.
- 3 июня — Леопольд Гегенбауэр (54) — австрийский математик, известный своими работами по алгебре, теории чисел, интегральному исчислению и теории функций.
- 11 июня — Александр (26) — король Сербии (1889—1903), сын Милана IV Обреновича, последний из династии Обреновичей; убит (застрелен).
- 11 июня — Драга Обренович (41) — королева-консорт Сербии, жена короля Александра; убита вместе с мужем.
- 11 июня — Иван Дурново (69) — русский государственный деятель, министр внутренних дел (1889—1895), председатель Комитета министров (1895—1903).
- 14 июня — Дмитрий Бер (71) — русский юрист, один из разработчиков проекта Февральского манифеста 1861 г.
- 16 июня — Фёдор Паскевич (80) — граф Эриванский, князь Варшавский; русский военный деятель, генерал-лейтенант, генерал-адъютант.

## Июль
- 2 июля — Эдуард Якобсон (56) — эстонский художник и ксилограф, баптистский проповедник.
- 6 июля — Зигмунд Горголевский (58) — один из величайших архитекторов Польши.
- 21 июля — Адам Станислав Сапега (74) — польский князь, землевладелец, галицийский политик, кавалер Ордена Золотого руна.
- 22 июля — Корнило Устиянович (63) — живописец, поэт, писатель, общественный деятель, редактор.
- 25 июля — Юлиан Крачковский (63) — фольклорист, этнограф, историк, педагог, краевед.

## Август
- 8 августа — Исаакий (Головин) — иеромонах, преподобный, местночтимый святой Украинской Православной Церкви.
- 30 августа — Ладо Кецховели (27) — деятель революционного движения в царской России, социал-демократ.

## Сентябрь
- 17 сентября — Фридрих Каульбах (81) — немецкий художник.
- 19 сентября — Исидор Воробкевич — украинский писатель и композитор.
- 26 сентября — Иван Кортацци (65) — российский астроном.
- 29 сентября — Маркелл (Попель) (77) — епископ Русской православной церкви, епископ Полоцкий и Витебский.

## Октябрь
- 4 октября — Отто Вейнингер (23) — австрийский философ, автор книги «Пол и характер. Принципиальное исследование» (1902); самоубийство.
- 4 октября — Евгений Новиков (77) — русский историк, писатель.
- 9 октября — Иустин (Полянский) — епископ Православной российской Церкви.

## Ноябрь
- 2 ноября — Всеволод Соловьёв (54) — русский романист, старший сын историка Сергея Соловьёва.
- 8 ноября — Василий Докучаев (57) — известный геолог и почвовед, основатель русской школы почвоведения и географии почв.
- 11 ноября — Эдмунд Рейтлингер (73) — русский педагог, директор Таганрогской мужской гимназии.
- 13 ноября — Камиль Писсарро (73) — французский живописец, один из первых и наиболее последовательных представителей импрессионизма.
- 16 ноября — Камилло Зитте (60) — венский архитектор, градостроитель, преподаватель.

## Декабрь
- 1 декабря — Софья Переяславцева (54) — зоолог, вторая женщина в мире во главе научного учреждения (после Е. Воронцовой-Дашковой), которая возглавляла Петербургскую АН).
- 2 декабря — Луи Абрахамс — австралийский предприниматель, меценат, художник и гравёр.
- 5 декабря — Евгений Фенцик (59) — закарпатский писатель.
- 8 декабря — Гавриил Музическу (56) — композитор и хормейстер, музыковед, педагог, музыкально-общественный деятель.
- 8 декабря — Мария Пекшена (58) — первая латышская женщина-драматург.
- 8 декабря — Герберт Спенсер (83) — английский философ, социолог.
- 9 декабря — Таги Сидги (49) — азербайджанский поэт, педагог, публицист, журналист.
- 20 декабря — Пётр Юргенсон (67) — русский музыкальный издатель.
- 25 декабря — Иван Лешко-Попель (43) — известный екатеринославский врач-гуманист и общественный деятель города.